# 奥尔沙 (市级镇)
奥尔沙（羅馬化：Orsha）是俄罗斯特维尔州的市级镇，为该州加里宁区两座市级镇之一。地处特维尔州东部，位于区行政中心及州府特维尔东偏北方。镇西侧不远处有同名河流（属于伏尔加河流域）流经。所在区的另外一座市级镇瓦西里耶夫斯基莫赫位于该镇西北方。
该地2022年人口有2,036人；2010年人口2,252；2002年人口2,347；1989年人口2,696。